# 圖爾尼什切
圖爾尼什切（斯洛維尼亞語： 發音：[ˈtuːɾniʃtʃɛ] ⓘ；普雷克穆列斯洛維尼亞語：Törnišče），是斯洛維尼亞圖爾尼什切市鎮的城鎮及行政中心。城镇面积为8.1平方公里，2012年人口数量为1,506人。

## 教堂
當地的堂區教堂是獻給聖母瑪利亞，屬於天主教穆爾斯卡索博塔教區。它是一座三通道的大教堂，於1914年被添加到一個較小的哥德式教堂中。
聚居地中還有一座教堂，獻給聖母升天，其歷史可追溯至13世紀中葉。後殿最初是羅馬式。教堂中殿是哥德式，上面覆蓋著14世紀當地藝術家約翰內斯·阿奎拉 (Johannes Aquila) 的壁畫，他還畫了韋萊梅爾、Martjanci 和 菲爾斯滕費爾德的教堂。

## 外部連結
- 维基共享资源上的相關多媒體資源：圖爾尼什切
- Turnišče on Geopedia （页面存档备份，存于）